# Tour Down Under 1999
El Tour Down Under 1999, primera edició del Tour Down Under, es disputà entre el 19 i el 24 de gener de 1999 sobre un recorregut total de 762 quilòmetres repartits entre sis etapes.
La cursa fou guanyada per l'australià Stuart O'Grady (Crédit Agricole), que fou acompanyat al podi per l'danès Jesper Skibby (Team Home-Jack & Jones) i el suec Magnus Bäckstedt (Crédit Agricole).
La classificació dels punts fou per Brett Aitken (Palmans-Ideal), la de la muntanya per a Christian Andersen (Team Home-Jack & Jones), la dels joves per Cadel Evans (Saeco) i la dels equips pel Team Home-Jack & Jones.

## Equips participants
En la primera edició del Tour Down Under hi van prendre part dotze equips, dos d'australians i deu d'europeus.
| Arfil                | Palmans-Ideal          | Big Mat-Auber 93 | Lampre-Daikin      |
| AIS                  | Team Deutsche Telekom  | Casino           | Saeco              |
| Sun-Smart World Team | Team Home-Jack & Jones | Crédit Agricole  | ONCE-Deutsche Bank |

## Les etapes
| Etapa | Data        | Recorregut              | km       | Vencedor d'etapa  | Líder de la general |
| ----- | ----------- | ----------------------- | -------- | ----------------- | ------------------- |
| 1a    | 19 de gener | Adelaida - Adelaida     | 42,2 km  | Nicolai Bo Larsen | Nicolai Bo Larsen   |
| 2a    | 20 de gener | Norwood - Strathalbyn   | 138,5 km | Erik Zabel        | Erik Zabel          |
| 3a    | 21 de gener | Glenelg - Victor Harbor | 149,5 km | Stuart O'Grady    | Stuart O'Grady      |
| 4a    | 22 de gener | Port Adelaide - Gawler  | 149,5 km | Erik Zabel        | Stuart O'Grady      |
| 5a    | 23 de gener | Nuriotoopa - Tanunda    | 162,0 km | Stuart O'Grady    | Stuart O'Grady      |
| 6a    | 24 de gener | Adelaida - Adelaida     | 120,0 km | Graeme Miller     | Stuart O'Grady      |

## Classificació general
|    | Ciclista                  | Equip                  | Temps       |
| -- | ------------------------- | ---------------------- | ----------- |
| 1  | Stuart O'Grady (AUS)      | Crédit Agricole        | 19h 03' 47" |
| 2  | Jesper Skibby (DEN)       | Team Home-Jack & Jones | + 21"       |
| 3  | Magnus Bäckstedt (SWE)    | Crédit Agricole        | + 35"       |
| 4  | Duncan Smith (AUS)        | AIS                    | + 1' 03"    |
| 5  | Christian Andersen (DEN)  | Team Home-Jack & Jones | + 2' 10"    |
| 6  | Nicolai Bo Larsen (DEN)   | Team Home-Jack & Jones | + 2' 15"    |
| 7  | Jean-Marc Riviere (FRA)   | Sun-Smart World Team   | + 2' 16"    |
| 8  | Aleksandr Vinokúrov (KAZ) | Casino                 | + 2' 17"    |
| 9  | Massimiliano Mori (ITA)   | Saeco                  | + 2' 18"    |
| 10 | Rolf Aldag (GER)          | Team Deutsche Telekom  | + 2' 18"    |